# 胡继高
胡继高（1930年—2024年9月16日），男，江苏宝应人，中国文物保护专家，中国文物研究所研究员，曾任第八、九届全国政协委员。